# Estação São Cristóvão (Rio de Janeiro)
São Cristóvão é uma estação integrada de trem e metrô localizada no bairro de São Cristóvão, na Zona Norte do Rio de Janeiro.

## Estação de trem

### História
A Estação de São Cristóvão foi aberta em 16 de julho de 1859, sendo parte do primeiro trecho da Estrada de Ferro Dom Pedro II, entre o Rio de Janeiro e Nova Iguaçu. Com o crescimento da cidade do Rio de Janeiro, os trens de passageiros passaram a circular com cada vez mais frequência, surgindo assim os trens de subúrbios na década de 1920. Durante as obras de eletrificação da Central do Brasil (1934-1937), uma nova estação foi construída, com o mezanino sobre os trilhos (com um modelo construtivo replicado em outras estações).
Com a ampliação das linhas no trecho entre 1963 e 1972, novas plataformas são construídas assim como a passarela da estação é ampliada. Ainda assim a estação era acanhada diante da demanda. Em 12 de outubro de 1974, durante a festa do Dia das Crianças na Quinta da Boa Vista, a superlotação dentro da estação provoca 4 mortes e ferimentos em centenas de pessoas.
Com a construção da Estação São Cristóvão do Metrô do Rio de Janeiro entre 1976 e 1981, foram elaborados projetos para uma remodelação e integração da estação ferroviária ao metrô, porem a primeira medida não saiu do papel. Em 1984, a Estação de São Cristóvão foi repassada para a CBTU, que elabora um novo projeto de remodelação da estação, que também não saiu do papel por falta de recursos.
Após a concessão dos trens urbanos do Grande Rio e da estação em 1998, um novo projeto para a estação é apresentado no ano 2000 através de um concurso nacional de arquitetura. Apesar de ter sido elaborado por Mario Biselli e José Paulo de Bem (Estação Sé), o projeto não saiu do papel por falta de recursos. Apenas na década de 2010 a SuperVia e o governo do Rio anunciam um novo projeto de reconstrução. Financiado pelo BNDES, o projeto foi contratado junto as empresas Planorcon, LZD Arquitetos e RVBA Arquitetos. Realizada pela empresa EBTE Engenharia, a obra foi inaugurada em 27 de julho de 2016.

### Plataformas
|  | ↑ a ↑ |

| 1 |

|  | ↓ b ↓ |

|  | ↑ c ↑ |

| 2 |

|  | ↓ d ↓ |

|  | ↑ e ↑ |

| 3 |

|  | ↓ f ↓ |

|  | ↑ a ↑ |

| 1 |

|  | ↓ b ↓ |

|  | ↑ c ↑ |

| 2 |

|  | ↓ d ↓ |

|  | ↑ e ↑ |

| 3 |

|  | ↓ f ↓ |

|  | ↑ a ↑ |

| 1 |

|  | ↓ b ↓ |

|  | ↑ c ↑ |

| 2 |

|  | ↓ d ↓ |

|  | ↑ e ↑ |

| 3 |

|  | ↓ f ↓ |

|  | ↑ a ↑ |

| 1 |

|  | ↓ b ↓ |

|  | ↑ c ↑ |

| 2 |

|  | ↓ d ↓ |

|  | ↑ e ↑ |

| 3 |

|  | ↓ f ↓ |

## Estação do metrô

### História
Os primeiros projetos da estação São Cristóvão foram apresentados (ao lado dos de Triagem, Maracanã e Maria da Graça) em junho de 1976 pela empresa Projeto Arquitetos Associados Ltda. (PAAL), de Sabino Machado Barroso, Jaime Zettel e José de Anchieta Leal e previam uma integração direta com a estação de trem ali existente.
As obras da estação São Cristóvão foram contratadas pelo governo do estado do Rio junto às empresas Cetenco Engenharia S.A. e Ecisa - Engenharia, Comercio e Industria S/A pelo valor de 510 milhões de cruzeiros, tendo sido iniciadas em 16 de março de 1977. Apesar do prazo inicial para a conclusão das obras ter sido de 600 dias, a estação São Cristóvão foi aberta apenas em 19 de novembro de 1981.

### Acessos
A estação possui 3 acessos: 
- Acesso A - Estádio Maracanã
- Acesso B - Trens da SuperVia
- Acesso C - Praça da Bandeira

A ligação do Metrô com as linhas de trem é fundamental para São Cristóvão. A Quinta da Boa Vista é um dos locais favoritos de lazer do carioca, não só devido aos seus encantos naturais e belo paisagismo, mas também pelas opções culturais que oferece aos visitantes, como o Jardim Zoológico.